# Oenothera toumeyi
Oenothera toumeyi är en dunörtsväxtart som först beskrevs av John Kunkel Small, och fick sitt nu gällande namn av Tidestrom. Oenothera toumeyi ingår i släktet nattljussläktet, och familjen dunörtsväxter. Inga underarter finns listade i Catalogue of Life.